# Antonio Brivio
Antonio Brivio (Marchese Sforza Brivio, Marquis Antonio Brivio-Sforza, ur. 27 grudnia 1905 w Bielli, zm. 30 stycznia 1995 w Mediolanie) – włoski kierowca wyścigowy i bobsleista.

## Kariera wyścigowa
W swojej karierze wyścigowej Brivio poświęcił się startom w wyścigach Grand Prix i w wyścigach samochodów sportowych. W 1932 roku był drugi we włoskim wyścigu Mille Miglia, gdzie cztery lata później odniósł zwycięstwo. W latach 1933, 1935 wygrywał Targa Florio, a dwa lata później był najlepszy w Grand Prix Turynu. W latach 1935–1937 Włoch był klasyfikowany w Mistrzostwach Europy AIACR. W pierwszym sezonie startów z dorobkiem 39 punktów uplasował się na 29 pozycji w klasyfikacji generalnej. Rok później w samochodzie Ferrari raz stanął na podium. Uzbierał łącznie 23 punkty, co mu dało siódme miejsce w końcowej klasyfikacji kierowców. W sezonie 1937 uzbierane 39 punktów plasowało go na 33 pozycji. w 1936 roku w mistrzostwach AAA Championship Car był dziewiąty.
W wyścigach samochodów sportowych jego największym sukcesem jest zwycięstwo w 24-godzinnym wyścigu Spa w 1932 roku.

## Kariera bobslejowa
Jako bobsleista Brivio zdobył brązowy medal w dwójkach podczas Mistrzostw Świata FIBT w 1935 roku. Wystąpił w Zimowych Igrzyskach Olimpijskich w 1936 roku w Garmisch-Partenkirchen. W czwórkach uplasował się na dziesiątej pozycji, a w dwójkach był dwunasty.